# تپه شهر سوخته ۲۱۰
تپه شهر سوخته ۲۱۰ در شهرستان زابل، بخش شیب آب، دهستان لوتک، ۱۲/۱ کیلومتری جنوب غربی پایگاه باستان‌شناسی شهر سوخته واقع شده و این اثر در تاریخ ۲۰ اسفند ۱۳۸۵ با شمارهٔ ثبت ۱۸۰۹۴ به‌عنوان یکی از آثار ملی ایران به ثبت رسیده است.